# Alexander Isak
Alexander Isak (Solna, 21 settembre 1999) è un calciatore svedese di origini eritree, attaccante o ala del Newcastle Utd e della nazionale svedese.
Nel 2016 è stato inserito nella lista dei migliori sessanta calciatori nati nel 1999 stilata da The Guardian.

## Biografia
Nato in Svezia, i suoi genitori sono originari dell'Eritrea.

## Caratteristiche tecniche
È un attaccante dal fisico longilineo con uno spiccato senso del gol, ma a proprio agio anche quando deve muoversi lontano dall’area di rigore avversaria. Ambidestro e abile a saltare l'uomo, è dotato di un'ottima progressione, che esalta la sua abilità di attaccare la profondità, prendendo il tempo ai difensori avversari, che poi hanno difficoltà a recuperarlo in campo aperto.
Ha dichiarato di ispirarsi al connazionale Zlatan Ibrahimović, a cui è stato paragonato.

## Carriera

### Club

#### Gli inizi

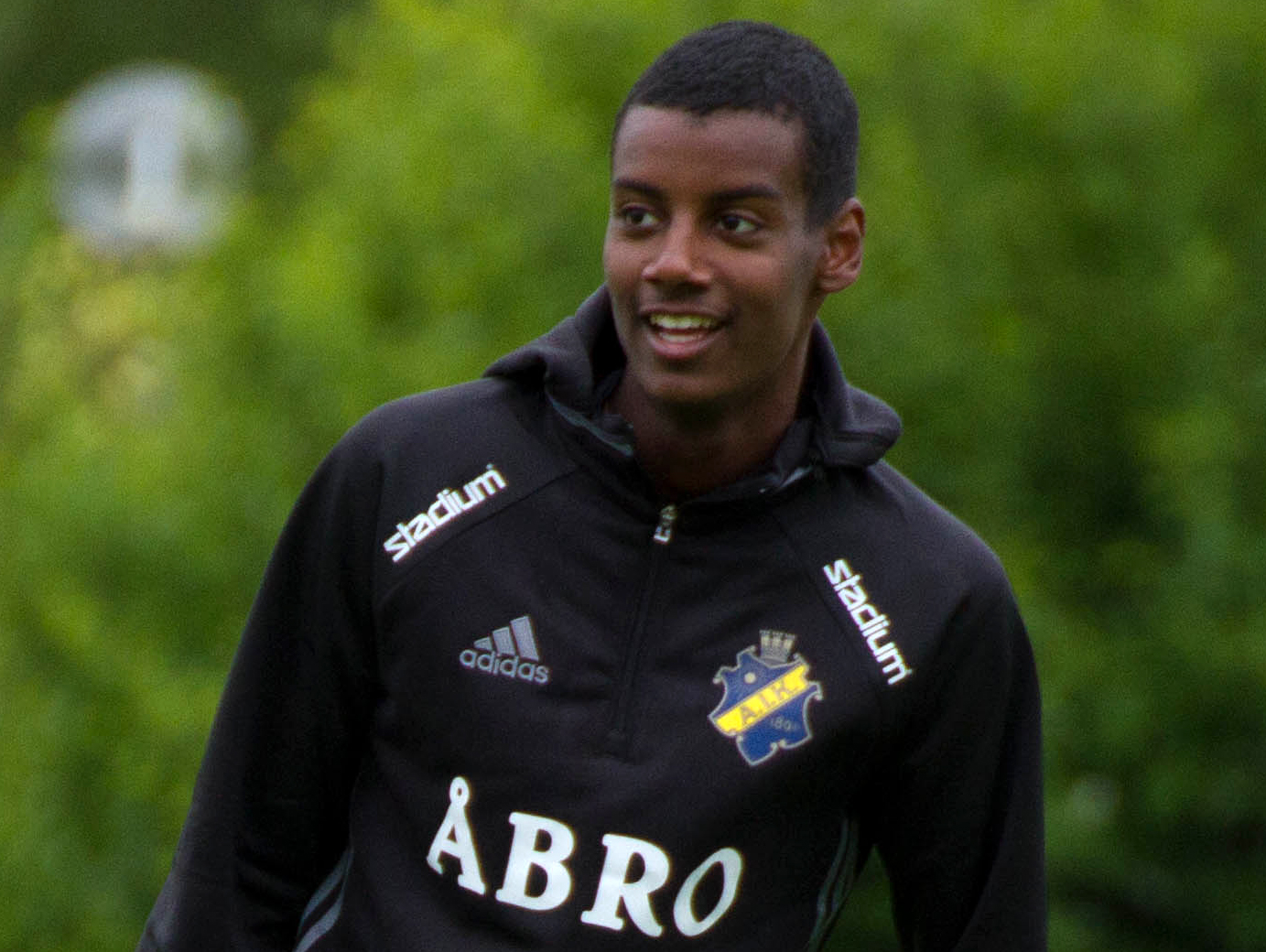
Isak nel 2016

All'età di 6 anni entra a far parte del settore giovanile dell'AIK, una delle principali squadre svedesi. L'esordio assoluto di Isak in prima squadra è avvenuto il 28 febbraio 2016 all'età di 16 anni, 5 mesi e 7 giorni ed è coinciso con un gol, nel 6-0 esterno inflitto in Coppa di Svezia al Tenhults IF (formazione di quarta serie).
Qualche settimana più tardi, il 7 aprile, alla seconda giornata di campionato sul campo dell'Östersund, l'allenatore Andreas Alm con una mossa a sorpresa decide di farlo debuttare anche in campionato, schierandolo titolare dal primo minuto al fianco del quasi diciannovenne Carlos Strandberg. Isak ripaga la fiducia con il gol dello 0-2 che chiude la partita. Con questa rete diventa il più giovane marcatore in Allsvenskan nella storia del club, con i suoi 16 anni e 199 giorni. Alla quinta giornata ottiene il primo sigillo tra le mura amiche, aprendo le marcature contro l'Elfsborg (2-1).  Il 21 settembre 2016, nel giorno del suo 17º compleanno, Isak segna i primi due gol del derby vinto 0-3 contro i rivali cittadini del Djurgården. Undici giorni dopo realizza un'altra doppietta nel 6-0 ai campioni in carica dell'IFK Norrköping, mentre nella gara seguente contro l'Östersund segna una rete. Chiude la stagione con 29 presenze e 13 gol all'attivo tra campionato e coppe, tutti segnati su azione. Viene inoltre eletto debuttante dell'anno in Svezia e inserito nella top 11 del campionato.

#### Borussia Dortmund e prestito al Willem II
Il 23 gennaio 2017 viene acquistato a titolo definitivo dal Borussia Dortmund, con cui firma un contratto pluriennale fino al giugno 2022. La prima presenza ufficiale arriva il 14 marzo nella partita di coppa nazionale vinta 3-0 sul campo del Lotte, mentre in campionato gioca per la prima volta il successivo 17 settembre quando subentra nei minuti finali della sfida interna contro il Colonia. Durante la Bundesliga 2017-2018 colleziona complessivamente 5 presenze, continuando a far parte anche della squadra giovanile. Fa anche un'apparizione in Champions League e tre in Europa League.
Nella prima metà dell'annata 2018-2019 non effettua nessuna presenza ufficiale; di conseguenza, il 25 gennaio 2019 viene annunciato il prestito di Isak agli olandesi del Willem II fino al termine della stagione. Debutta il 27 gennaio 2019 nel match vinto per 1-0 sul campo dell'Utrecht, subentrando al 60º minuto. Realizza la sua prima rete olandese nel match in trasferta perso 3-2 contro il Vitesse, valido per la 22ª giornata di Eredivisie. Il 28 febbraio 2019, durante le semifinali di Coppa d'Olanda, realizza la sua seconda rete con la maglia del Willem II, permettendo al club di pareggiare contro l'AZ Alkmaar (per poi batterlo ai calci di rigore) e di raggiungere l'Ajax in finale. Il 9 marzo, contro il De Graafschap, segna la prima doppietta stagionale. Il 30 marzo 2019, durante il match vinto 3-2 contro il Fortuna Sittard, diventa il primo giocatore dell'Eredivisie a realizzare tre reti su tre calci di rigore nella stessa partita. Nella partita successiva segna due reti su azione e fornisce due assist nella vittoria per 4-3 sul campo dell'Heracles Almelo. Con il gol segnato su azione il 14 aprile nel 2-0 contro il PEC Zwolle arriva a quota 12 gol segnati in 12 presenze, di cui 4 su rigore, e diventa il primo giocatore del club a segnare in 7 partite consecutive di Eredivisie. Al termine dei sei mesi realizza 14 gol in 18 partite giocate tra campionato e coppe.

#### Real Sociedad
Il 12 giugno 2019 viene ceduto alla Real Sociedad. Il 17 agosto esordisce nella Liga subentrando nella partita contro il Valencia, mentre il 22 settembre realizza la sua prima rete contro l'Espanyol. Il 22 febbraio 2020, durante il quarto di finale di Coppa del Re contro il Real Madrid, realizza una doppietta che permette ai biancoblù di vincere la partita (3-4) e accedere in semifinale. Il 3 aprile 2021 vince tale competizione, laureandosi anche capocannoniere del torneo. La finale, inizialmente prevista per il 18 aprile dell'anno precedente, è stata rimandata al 2021 a causa della pandemia di COVID-19. Conclude la sua prima stagione spagnola con 16 reti in 45 presenze totali.
Nell'annata seguente, con 17 reti all'attivo in 34 partite, diventa il calciatore svedese più prolifico nell'arco di una singola edizione del campionato spagnolo, superando il precedente record di Zlatan Ibrahimović, che con la maglia del Barcellona ne segnò 16 nel 2009-2010. Il 1º luglio 2021 rinnova il suo contratto con i baschi sino al 2026.

#### Newcastle
Il 27 agosto 2022 viene ufficializzato il suo passaggio al Newcastle Utd per 70 milioni di euro più 5 di bonus addizionali, legato al verificarsi di specifiche condizioni; tale accordo, il più remunerativo nella storia del club iberico, prevede a favore della Sociedad anche il 10% sulla futura rivendita del giocatore da parte dei Magpies. Con la società inglese, Isak firma un contratto fino al 2027. Esordisce ufficialmente in Premier League il 31 agosto seguente, in cui segna la rete del provvisorio vantaggio nella partita esterna contro il Liverpool, persa per 2-1. Si ripete il 17 settembre, trovando la rete del pareggio contro il Bournemouth (1-1). Dopo quasi tre mesi fermo per infortunio, torna al gol il 15 gennaio 2023, decidendo la sfida vinta 1-0 contro il Fulham. Conclude la prima stagione inglese con 10 reti in 27 presenze totali, contribuendo alla qualificazione in UEFA Champions League.

### Nazionale

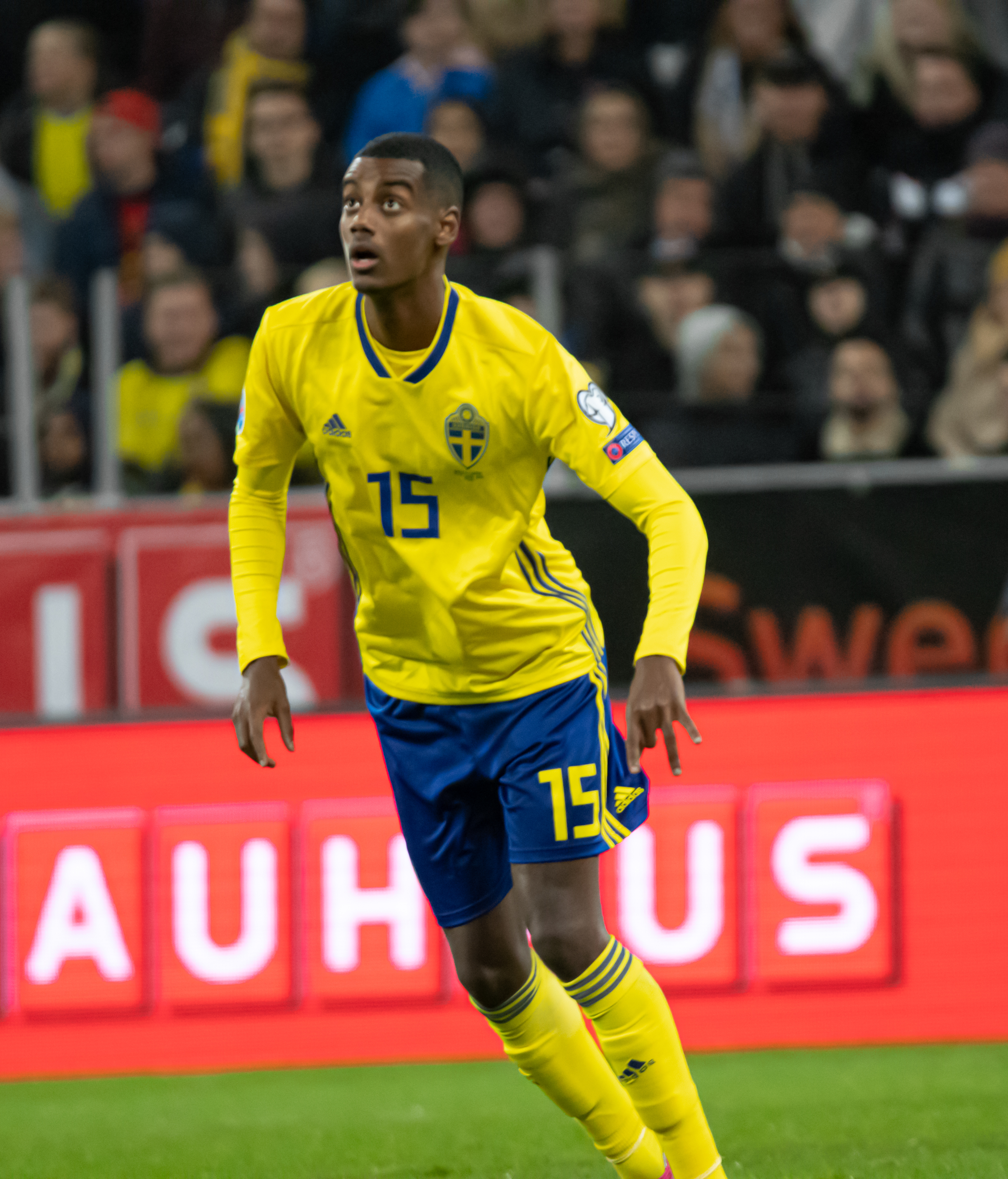
Isak con la nazionale svedese nel 2019.

Già nel giro delle nazionali Under-17 e Under-19, il 6 ottobre 2016 Isak esordisce con la nazionale Under-21 all'età di 17 anni e 15 giorni, subentrando nel corso della partita esterno vinto contro i pari età dell'Estonia.
L'8 gennaio 2017 diventa il giocatore più giovane di sempre ad aver indossato la maglia della nazionale maggiore svedese, debuttando all'età di 17 anni, 3 mesi e 17 giorni contro la Costa d'Avorio nella tournée di Abu Dhabi. Quattro giorni dopo, alla sua seconda presenza (la prima da titolare) apre le marcature contro la Slovacchia e diventa il più giovane marcatore nella storia della Nazionale con i suoi 17 anni, 3 mesi e 21 giorni.
Nel 2019, dopo due anni di assenza, torna in nazionale, e ne diventa convocato in pianta stabile. Il 15 novembre 2019 è stato vittima di cori razzisti durante Romania-Svezia 0-2, tanto che l'arbitro della sfida Daniele Orsato ha sospeso la partita.
Viene poi convocato per Euro 2020.

## Statistiche

### Presenze e reti nei club
Statistiche aggiornate al 11 maggio 2025.
| Stagione                    | Squadra                     | Campionato                  | Campionato | Campionato | Coppe nazionali | Coppe nazionali | Coppe nazionali | Coppe continentali | Coppe continentali | Coppe continentali | Altre coppe | Altre coppe | Altre coppe | Totale | Totale |
| Stagione                    | Squadra                     | Comp                        | Pres       | Reti       | Comp            | Pres            | Reti            | Comp               | Pres               | Reti               | Comp        | Pres        | Reti        | Pres   | Reti   |
| --------------------------- | --------------------------- | --------------------------- | ---------- | ---------- | --------------- | --------------- | --------------- | ------------------ | ------------------ | ------------------ | ----------- | ----------- | ----------- | ------ | ------ |
| 2016-gen. 2017              | AIK                         | A                           | 24         | 10         | CS              | 2               | 3               | UEL                | 3                  | 0                  | -           | -           | -           | 29     | 13     |
| gen.-giu. 2017              | Borussia Dortmund II        | RWest                       | 1          | 0          |                 | -               | -               |                    | -                  | -                  |             | -           | -           | 1      | 0      |
| gen.-giu. 2017              | Borussia Dortmund           | BL                          | 0          | 0          | CG              | 1               | 0               | UCL                | 0                  | 0                  | SG          | 0           | 0           | 1      | 0      |
| 2017-2018                   | Borussia Dortmund           | BL                          | 5          | 0          | CG              | 3               | 1               | UCL+UEL            | 1+3                | 0                  | SG          | 0           | 0           | 12     | 1      |
| 2018-gen. 2019              | Borussia Dortmund           | BL                          | 0          | 0          | CG              | 0               | 0               | UCL                | 0                  | 0                  | -           | -           | -           | 0      | 0      |
| Totale Borussia Dortmund    | Totale Borussia Dortmund    | Totale Borussia Dortmund    | 5          | 0          |                 | 4               | 1               |                    | 4                  | 0                  |             | 0           | 0           | 13     | 1      |
| 2018-gen. 2019              | Borussia Dortmund II        | RWest                       | 11         | 5          |                 | -               | -               |                    | -                  | -                  |             | -           | -           | 11     | 5      |
| Totale Borussia Dortmund II | Totale Borussia Dortmund II | Totale Borussia Dortmund II | 12         | 5          |                 | -               | -               |                    | -                  | -                  |             | -           | -           | 12     | 5      |
| gen.-giu. 2019              | Willem II                   | ED                          | 16         | 13         | CO              | 2               | 1               | -                  | -                  | -                  | -           | -           | -           | 18     | 14     |
| 2019-2020                   | Real Sociedad               | PD                          | 37         | 9          | CR              | 8               | 7               | -                  | -                  | -                  | -           | -           | -           | 45     | 16     |
| 2020-2021                   | Real Sociedad               | PD                          | 34         | 17         | CR              | 1               | 0               | UEL                | 8                  | 0                  | SS          | 1           | 0           | 44     | 17     |
| 2021-2022                   | Real Sociedad               | PD                          | 32         | 6          | CR              | 3               | 1               | UEL                | 6                  | 3                  | -           | -           | -           | 41     | 10     |
| ago. 2022                   | Real Sociedad               | PD                          | 2          | 1          | CR              | 0               | 0               | UEL                | 0                  | 0                  | -           | -           | -           | 2      | 1      |
| Totale Real Sociedad        | Totale Real Sociedad        | Totale Real Sociedad        | 105        | 33         |                 | 12              | 8               |                    | 14                 | 3                  |             | 1           | 0           | 132    | 44     |
| 2022-2023                   | Newcastle Utd               | PL                          | 22         | 10         | FACup+CdL       | 1+4             | 0               | -                  | -                  | -                  | -           | -           | -           | 27     | 10     |
| 2023-2024                   | Newcastle Utd               | PL                          | 30         | 21         | FACup+CdL       | 4+1             | 2+1             | UCL                | 5                  | 1                  | -           | -           | -           | 40     | 25     |
| 2024-2025                   | Newcastle Utd               | PL                          | 33         | 23         | FACup+CdL       | 2+6             | 1+3             | -                  | -                  | -                  | -           | -           | -           | 41     | 27     |
| Totale Newcastle            | Totale Newcastle            | Totale Newcastle            | 85         | 54         |                 | 18              | 7               |                    | 5                  | 1                  |             | -           | -           | 108    | 62     |
| Totale carriera             | Totale carriera             | Totale carriera             | 247        | 115        |                 | 38              | 20              |                    | 26                 | 4                  |             | 1           | 0           | 312    | 139    |

### Presenze e reti in nazionale
| Cronologia completa delle presenze e delle reti in nazionale ― Svezia | Cronologia completa delle presenze e delle reti in nazionale ― Svezia | Cronologia completa delle presenze e delle reti in nazionale ― Svezia | Cronologia completa delle presenze e delle reti in nazionale ― Svezia | Cronologia completa delle presenze e delle reti in nazionale ― Svezia | Cronologia completa delle presenze e delle reti in nazionale ― Svezia | Cronologia completa delle presenze e delle reti in nazionale ― Svezia | Cronologia completa delle presenze e delle reti in nazionale ― Svezia |
| Data                                                                  | Città                                                                 | In casa                                                               | Risultato                                                             | Ospiti                                                                | Competizione                                                          | Reti                                                                  | Note                                                                  |
| --------------------------------------------------------------------- | --------------------------------------------------------------------- | --------------------------------------------------------------------- | --------------------------------------------------------------------- | --------------------------------------------------------------------- | --------------------------------------------------------------------- | --------------------------------------------------------------------- | --------------------------------------------------------------------- |
| 8-1-2017                                                              | Abu Dhabi                                                             | Svezia                                                                | 1 – 2                                                                 | Costa d'Avorio                                                        | Amichevole                                                            | -                                                                     | 62’                                                                   |
| 12-1-2017                                                             | Abu Dhabi                                                             | Svezia                                                                | 6 – 0                                                                 | Slovacchia                                                            | Amichevole                                                            | 1                                                                     | 71’                                                                   |
| 23-3-2019                                                             | Solna                                                                 | Svezia                                                                | 2 – 1                                                                 | Romania                                                               | Qual. Euro 2020                                                       | -                                                                     | 89’                                                                   |
| 26-3-2019                                                             | Oslo                                                                  | Norvegia                                                              | 3 – 3                                                                 | Svezia                                                                | Qual. Euro 2020                                                       | -                                                                     | 62’                                                                   |
| 7-6-2019                                                              | Solna                                                                 | Svezia                                                                | 3 – 0                                                                 | Malta                                                                 | Qual. Euro 2020                                                       | 1                                                                     | 69’                                                                   |
| 10-6-2019                                                             | Madrid                                                                | Spagna                                                                | 3 – 0                                                                 | Svezia                                                                | Qual. Euro 2020                                                       | -                                                                     | 82’                                                                   |
| 5-9-2019                                                              | Tórshavn                                                              | Fær Øer                                                               | 0 – 4                                                                 | Svezia                                                                | Qual. Euro 2020                                                       | 2                                                                     |                                                                       |
| 8-9-2019                                                              | Solna                                                                 | Svezia                                                                | 1 – 1                                                                 | Norvegia                                                              | Qual. Euro 2020                                                       | -                                                                     | 77’                                                                   |
| 12-10-2019                                                            | Ta' Qali                                                              | Malta                                                                 | 0 – 4                                                                 | Svezia                                                                | Qual. Euro 2020                                                       | -                                                                     | 71’                                                                   |
| 15-10-2019                                                            | Stoccolma                                                             | Svezia                                                                | 1 – 1                                                                 | Spagna                                                                | Qual. Euro 2020                                                       | -                                                                     | 77’                                                                   |
| 15-11-2019                                                            | Bucarest                                                              | Romania                                                               | 0 – 2                                                                 | Svezia                                                                | Qual. Euro 2020                                                       | -                                                                     | 78’                                                                   |
| 18-11-2019                                                            | Solna                                                                 | Svezia                                                                | 3 – 0                                                                 | Fær Øer                                                               | Qual. Euro 2020                                                       | -                                                                     |                                                                       |
| 8-9-2020                                                              | Solna                                                                 | Svezia                                                                | 0 – 2                                                                 | Portogallo                                                            | UEFA Nations League 2020-2021 - 1º turno                              | -                                                                     | 71’                                                                   |
| 8-10-2020                                                             | Mosca                                                                 | Russia                                                                | 1 – 2                                                                 | Svezia                                                                | Amichevole                                                            | 1                                                                     | 64’                                                                   |
| 11-10-2020                                                            | Zagabria                                                              | Croazia                                                               | 2 – 1                                                                 | Svezia                                                                | UEFA Nations League 2020-2021 - 1º turno                              | -                                                                     | 65’                                                                   |
| 14-10-2020                                                            | Lisbona                                                               | Portogallo                                                            | 3 – 0                                                                 | Svezia                                                                | UEFA Nations League 2020-2021 - 1º turno                              | -                                                                     | 62’                                                                   |
| 11-11-2020                                                            | Brøndbyvester                                                         | Danimarca                                                             | 2 – 0                                                                 | Svezia                                                                | Amichevole                                                            | -                                                                     |                                                                       |
| 17-11-2020                                                            | Saint-Denis                                                           | Francia                                                               | 4 – 2                                                                 | Svezia                                                                | UEFA Nations League 2020-2021 - 1º turno                              | -                                                                     | 86’                                                                   |
| 25-3-2021                                                             | Solna                                                                 | Svezia                                                                | 1 – 0                                                                 | Georgia                                                               | Qual. Mondiali 2022                                                   | -                                                                     |                                                                       |
| 28-3-2021                                                             | Pristina                                                              | Kosovo                                                                | 0 – 3                                                                 | Svezia                                                                | Qual. Mondiali 2022                                                   | 1                                                                     | 27’ 68’                                                               |
| 29-5-2021                                                             | Solna                                                                 | Svezia                                                                | 2 – 0                                                                 | Finlandia                                                             | Amichevole                                                            | -                                                                     | 84’                                                                   |
| 5-6-2021                                                              | Solna                                                                 | Svezia                                                                | 3 – 1                                                                 | Armenia                                                               | Amichevole                                                            | -                                                                     | 71’                                                                   |
| 14-6-2021                                                             | Siviglia                                                              | Spagna                                                                | 0 – 0                                                                 | Svezia                                                                | Euro 2020 - 1º turno                                                  | -                                                                     | 69’                                                                   |
| 18-6-2021                                                             | San Pietroburgo                                                       | Svezia                                                                | 1 – 0                                                                 | Slovacchia                                                            | Euro 2020 - 1º turno                                                  | -                                                                     |                                                                       |
| 23-6-2021                                                             | San Pietroburgo                                                       | Svezia                                                                | 3 – 2                                                                 | Polonia                                                               | Euro 2020 - 1º turno                                                  | -                                                                     | 68’                                                                   |
| 29-6-2021                                                             | Glasgow                                                               | Svezia                                                                | 1 – 2 dts                                                             | Ucraina                                                               | Euro 2020 - Ottavi di finale                                          | -                                                                     | 97’                                                                   |
| 2-9-2021                                                              | Solna                                                                 | Svezia                                                                | 2 – 1                                                                 | Spagna                                                                | Qual. Mondiali 2022                                                   | 1                                                                     | 84’                                                                   |
| 8-9-2021                                                              | Atene                                                                 | Grecia                                                                | 2 – 1                                                                 | Svezia                                                                | Qual. Mondiali 2022                                                   | -                                                                     |                                                                       |
| 9-10-2021                                                             | Solna                                                                 | Svezia                                                                | 3 – 0                                                                 | Kosovo                                                                | Qual. Mondiali 2022                                                   | 1                                                                     | 75’                                                                   |
| 12-10-2021                                                            | Solna                                                                 | Svezia                                                                | 2 – 0                                                                 | Grecia                                                                | Qual. Mondiali 2022                                                   | 1                                                                     |                                                                       |
| 11-11-2021                                                            | Tbilisi                                                               | Georgia                                                               | 2 – 0                                                                 | Svezia                                                                | Qual. Mondiali 2022                                                   | -                                                                     | 87’                                                                   |
| 14-11-2021                                                            | Siviglia                                                              | Spagna                                                                | 1 – 0                                                                 | Svezia                                                                | Qual. Mondiali 2022                                                   | -                                                                     | 73’                                                                   |
| 24-3-2022                                                             | Solna                                                                 | Svezia                                                                | 1 – 0 dts                                                             | Rep. Ceca                                                             | Qual. Mondiali 2022                                                   | -                                                                     | 115’                                                                  |
| 29-3-2022                                                             | Chorzów                                                               | Polonia                                                               | 2 – 0                                                                 | Svezia                                                                | Qual. Mondiali 2022                                                   | -                                                                     | 81’                                                                   |
| 2-6-2022                                                              | Lubiana                                                               | Slovenia                                                              | 0 – 2                                                                 | Svezia                                                                | UEFA Nations League 2022-2023 - 1º turno                              | -                                                                     | 80’                                                                   |
| 5-6-2022                                                              | Solna                                                                 | Svezia                                                                | 1 – 2                                                                 | Norvegia                                                              | UEFA Nations League 2022-2023 - 1º turno                              | -                                                                     | 34’ 69’                                                               |
| 12-6-2022                                                             | Oslo                                                                  | Norvegia                                                              | 3 – 2                                                                 | Svezia                                                                | UEFA Nations League 2022-2023 - 1º turno                              | -                                                                     | 59’                                                                   |
| 24-3-2023                                                             | Solna                                                                 | Svezia                                                                | 0 – 3                                                                 | Belgio                                                                | Qual. Euro 2024                                                       | -                                                                     | 73’                                                                   |
| 27-3-2023                                                             | Solna                                                                 | Svezia                                                                | 5 – 0                                                                 | Azerbaigian                                                           | Qual. Euro 2024                                                       | -                                                                     | 70’                                                                   |
| 20-6-2023                                                             | Vienna                                                                | Austria                                                               | 2 – 0                                                                 | Svezia                                                                | Qual. Euro 2024                                                       | -                                                                     | 76’                                                                   |
| 9-9-2023                                                              | Tallinn                                                               | Estonia                                                               | 0 – 5                                                                 | Svezia                                                                | Qual. Euro 2024                                                       | 1                                                                     | 64’                                                                   |
| 12-9-2023                                                             | Solna                                                                 | Svezia                                                                | 1 – 3                                                                 | Austria                                                               | Qual. Euro 2024                                                       | -                                                                     | 83’                                                                   |
| 21-3-2024                                                             | Guimarães                                                             | Portogallo                                                            | 5 – 2                                                                 | Svezia                                                                | Amichevole                                                            | -                                                                     |                                                                       |
| 25-3-2024                                                             | Solna                                                                 | Svezia                                                                | 1 – 0                                                                 | Albania                                                               | Amichevole                                                            | -                                                                     |                                                                       |
| 5-6-2024                                                              | Copenaghen                                                            | Danimarca                                                             | 2 – 1                                                                 | Svezia                                                                | Amichevole                                                            | 1                                                                     | 38’ 69’                                                               |
| 8-6-2024                                                              | Solna                                                                 | Svezia                                                                | 0 – 3                                                                 | Serbia                                                                | Amichevole                                                            | -                                                                     | 46’                                                                   |
| 5-9-2024                                                              | Baku                                                                  | Azerbaigian                                                           | 1 – 3                                                                 | Svezia                                                                | UEFA Nations League 2024-2025 - 1º turno                              | 2                                                                     |                                                                       |
| 8-9-2024                                                              | Solna                                                                 | Svezia                                                                | 3 – 0                                                                 | Estonia                                                               | UEFA Nations League 2024-2025 - 1º turno                              | 1                                                                     | 79’                                                                   |
| 16-11-2024                                                            | Solna                                                                 | Svezia                                                                | 2 – 1                                                                 | Slovacchia                                                            | UEFA Nations League 2024-2025 - 1º turno                              | 1                                                                     |                                                                       |
| 19-11-2024                                                            | Solna                                                                 | Svezia                                                                | 6 – 0                                                                 | Azerbaigian                                                           | UEFA Nations League 2024-2025 - 1º turno                              | -                                                                     |                                                                       |
| 22-3-2025                                                             | Lussemburgo                                                           | Lussemburgo                                                           | 1 – 0                                                                 | Svezia                                                                | Amichevole                                                            | -                                                                     | cap. 62’                                                              |
| 25-3-2025                                                             | Solna                                                                 | Svezia                                                                | 5 – 1                                                                 | Irlanda del Nord                                                      | Amichevole                                                            | 1                                                                     |                                                                       |
| Totale                                                                |                                                                       | Presenze                                                              | 52                                                                    |                                                                       | Reti                                                                  | 16                                                                    |                                                                       |

## Palmarès

### Club

#### Competizioni nazionali
- Coppa di Germania: 1

Borussia Dortmund: 2016-2017
- Coppa di Spagna: 1

Real Sociedad: 2019-2020
- Coppa di Lega inglese: 1

Newcastle United: 2024-2025

### Individuale
- Capocannoniere della Coppa di Spagna: 1

Real Sociedad: 2019-2020 (7 reti)
- PFA Premier League Team of the Year: 1

2024-2025